# Їхали два шофери
«Їхали два шофери» — російський кінофільм 2001 року, перший повнометражний фільм режисера Олександра Котта, спродюсований Сергієм Сєльяновим. 
Знятий в кінотрадиції Леніградских фільмів початку 1980-х років про післявоєнний час. Відзначається ретельне відтворення реквізитів кінця 1940-х років і, одночасно поверховість, у відбитті внутрішнього змісту дійсності того часу. В цілому фільм сфокусований на особисте життя та міжособистісні відносини, і така проста фабула незвичайна для фільмів 2000-х років про сталінської епохи.

## Зміст
Трапилася ця історія у радісні пообідні дні. Їздив уральськими дорогами лихий водій Колька Снєгірьов, і була у нього подруга – старенька машина «Амо». І любив її Колька найбільше на світі, а на жінок дивився він зверхньо, як на річ дурну, але для культурного відпочинку корисну. Так би й жив він, поки не зустрілася на його дорозі Райка – дівчина горда і неприступна, господарка шикарного ленд-лізівського «Форду».

## Ролі
| Актор                  | Роль             |
| ---------------------- | ---------------- |
| Юлія Бутакова          | Валентина        |
| Валерій Величко        | Федір            |
| Павло Дерев'янко       | Колька Снєгірьов |
| Валерій Іваков         | Костя            |
| Надія Озерова          | співачка         |
| Ірина Рахманова        | Райка            |
| Володимир Романовський | Борис Федорович  |
| Єлизавета Тетеріна     | Дівчинка         |

## Знімальна група
- Автори сценарію: Марина Дроздова, Олександр Кисильов
- Режисер: Котт, Олександр Костянтинович
- Оператор: Петро Духовський
- Художник: Едуард Галкін